# Объектив с постоянным фокусным расстоянием
Объектив с постоянным фокусным расстоянием — объектив, фокусное расстояние которого имеет единственное дискретное значение, в отличие от объективов с переменным фокусным расстоянием. В среде кинооператоров киносъёмочная оптика такого типа называется дискретный объектив, а фотографы чаще используют термин фикс-объектив или просто «фикс». Дискретные объективы исторически появились значительно раньше зумов и составляют основу парка оптики для фотоаппаратов и кинокамер, в том числе цифровых. В видеокамерах чаще применяются вариообъективы.
Постоянное фокусное расстояние значительно упрощает конструкцию объектива, в том числе количество линз и границ воздух/стекло. Поэтому дискретные объективы позволяют получать гораздо более высокое качество изображения, чем зумы. Одним из наиболее важных преимуществ дискретного объектива считается значительно более высокая светосила, что в наибольшей степени проявляется с ростом размера кадра. Так, если светосила зум-объектива, рассчитанного на малоформатный кадр, не превышает в большинстве случаев f/2,8, фикс-объективы позволяют получать f/1,4 и даже f/0,95. Главный недостаток дискретного объектива заключается в неизменности углового поля и отображения перспективы. В профессиональных фотографии и кинематографе это вынуждает иметь набор из нескольких сменных объективов с различными фокусными расстояниями.